# Confidence Man
"Confidence Man" (titulado "El timador" en España y "Hombre de confianza" en Latinoamérica) es el octavo capítulo de la primera temporada de la serie Lost. Está centrado en Sawyer.

## Trama

### Flashbacks
Sawyer (Josh Holloway) está en la cama con una mujer joven, Jessica (Kristin Richardson). Después de que ella le declara su amor, él se da cuenta de que llega tarde a una reunión. Mientras se apresura a irse, su maletín se abre, revelando miles de dólares en efectivo que él afirma que se suponía que ella no debía haber visto. Sawyer luego le informa que se está reuniendo con alguien para obtener dinero para una inversión que triplicará su efectivo en dos semanas, y Jessica le dice que obtendrá dinero adicional de su esposo, David (Michael DeLuise), para que ella y Sawyer puedan dividir las ganancias.
Más tarde, se revela que Sawyer es un estafador endeudado con un usurero, Kilo (Billy Mayo), quien exige la devolución de su dinero, más el cincuenta por ciento, al día siguiente. Sawyer va a la casa de Jessica para finalizar el trato, pero reconsidera al ver a un niño pequeño (Jim Woitas), su hijo, salir de otra habitación. De repente cancela la estafa, deja caer su maletín de dinero y sale corriendo de su casa.

### En la isla
Es el día 9, 30 de septiembre de 2004. En la playa, Sawyer atrapa a Boone (Ian Somerhalder) buscando en su tienda los artículos que rescató del accidente. Jack (Matthew Fox) atiende una herida en la cabeza de Sayid (Naveen Andrews), quien le informa que no logró triangular la señal de socorro y que su atacante destruyó el transceptor. Shannon (Maggie Grace) lleva a un Boone ensangrentado a las cuevas, donde este le explica a Jack que Sawyer lo golpeó y que el asma de su hermana se ha convertido en un problema. Muchos de los supervivientes se convencen de que Sawyer está acaparando algunos inhaladores del naufragio. Jack le exige sin éxito los inhaladores a Sawyer, y cuando Kate (Evangeline Lilly) hace lo mismo, Sawyer dice que dejará el inhalador si Kate lo besa. Kate lo engaña y lo desafía sobre la carta que lee a menudo. Sawyer hace que Kate lea la carta en voz alta. La carta está dirigida al "Sr. Sawyer" y explica que el Sr. Sawyer se acostó con la madre del autor de la carta y robó todo el dinero del padre del autor de la carta, lo que provocó que el padre se matara a sí mismo y a su esposa.
Por otro lado, Charlie (Dominic Monaghan) intenta persuadir a Claire (Emilie de Ravin) para irse a las cuevas, quien acepta hacerlo si él le consigue mantequilla de maní.
Mientras Sayid y Locke (Terry O'Quinn) discuten el ataque a Sayid, Locke sugiere que Sawyer es el culpable, ya que le está yendo bien en la isla, juntando las posesiones de otras personas, y también parece no gustarle Sayid. Mientras tanto, Shannon comienza a tener problemas para respirar debido a su falta de medicación y el pánico resultante de este problema. Jack intenta sacar respuestas de Sawyer dándole un puñetazo, pero se detiene cuando ve la desaprobación de los demás. Sayid se ve obligado a torturar a Sawyer, porque no quiere dar el inhalador que puede salvarle la vida a Shannon. Con la aprobación de Jack, Sayid ata a Sawyer a un árbol y lo tortura para obtener respuestas, revelando que ha torturado a personas antes.
Tras ser torturado por Sayid en su mano, Sawyer finalmente acepta hablar sobre los inhaladores, pero sólo a Kate. Él vuelve a decir que le hablará si ella lo besa, lo que ella hace a regañadientes, ante la mirada lejana de Jack y Sayid. Finalmente, él le dice que nunca tuvo el medicamento. Kate le da un codazo a Sawyer, y Sayid, enfurecido, lo ataca, apuñalándolo en el brazo y alcanzando una arteria. Jack llega justo a tiempo para detener la hemorragia y salvar la vida de Sawyer.
Sawyer se despierta al día siguiente, 1 de octubre de 2004, con el brazo vendado, mientras Kate mira, con la carta en su mano. Ella le revela que se dio cuenta de que la carta fue escrita cuando Sawyer era un niño, y también se da cuenta de que la carta no fue escrita para Sawyer, sino por él. Le dice a Kate que su verdadero nombre no es Sawyer y que la carta fue escrita al verdadero Sawyer, un estafador que arruinó a su familia. Terminó convirtiéndose en un estafador, por lo que tomó el nombre de Sawyer como alias, con el objetivo de encontrarlo. Él le arrebata la carta a Kate y le dice que no sienta lástima por él y que se vaya.
A pesar de las súplicas de Kate, Sayid se embarca para explorar la costa de la isla en un aislamiento autoimpuesto, necesitando tiempo para aceptar sus acciones al torturar a Sawyer, mientras que Sun-Hwa Kwon (Yunjin Kim) ayuda a Shannon haciendo un ungüento de eucalipto para limpiar sus pasajes bronquiales ante la sorpresa de Jack. Al final, Sawyer intenta quemar la carta que escribió, pero no lo hace.